# USS Oregon (BB-3)
Pour les autres navires du même nom, voir USS Oregon.
L’USS Oregon (BB-3) est un cuirassé pré-dreadnought de classe Indiana de l'United States Navy. Sa construction est autorisée le 30 juin 1890, et le contrat est attribué à l'Union Iron Works de San Francisco, en Californie, le 19 novembre 1890. Sa quille est posée exactement un an plus tard. Il est lancé le 26 octobre 1893, baptisé par sa marraine Mlle Daisy Ainsworth (fille du magnat John C. Ainsworth (en)) et livré à la Marine le 26 juin 1896 avant d’être mis en service le 15 juillet 1896 avec pour capitaine H.L. Howison. Plus tard, il est aussi commandé par les capitaines Albert S. Barker (en) et Alexander H. McCormick. Le capitaine Charles Edgar Clark (en) assume son commandement le 17 mars 1898 pendant la guerre hispano-américaine.
L’Oregon sert pendant une courte période avec l'escadre du Pacifique avant d'être chargé d'une expédition le long de la côte pacifique de l'Amérique du Sud en mars 1898 en préparation à la guerre avec l'Espagne. Il quitte San Francisco le 19 mars, et atteint la ville de Jupiter en Floride 66 jours plus tard après un voyage de 14 000 milles marins (25 928 km) ; ce qui considéré comme une réalisation remarquable à l'époque. Ce voyage popularise le navire auprès du public américain et démontre la nécessité d'une route plus courte, ce qui appuie la construction du canal de Panama. Après avoir terminé son voyage, l’Oregon est chargé de se joindre au blocus de Santiago de Cuba avec l'escadre de l'Atlantique Nord commandée par le contre-amiral Sampson. Il prend part à la bataille de Santiago de Cuba, où avec le croiseur USS Brooklyn, ils sont les seuls navires assez rapides pour prendre en chasse et forcer à se rendre le croiseur espagnol Cristóbal Colón. C’est à cette époque qu’il reçoit le surnom de « Bulldog de la Marine ».
Après la guerre, l’Oregon est remis en état et renvoyé vers le Pacifique. Il sert pendant un an aux Philippines pendant la guerre américano-philippine, puis passe un an en Chine à Wusong lors de la révolte des Boxers avant de retourner aux États-Unis pour une révision. En mars 1903, l’Oregon retourne dans les eaux asiatiques et y demeure pendant trois ans avant d'être retiré du service en avril 1906. L’Oregon est remis en service en août 1911, mais il est peu actif et il est officiellement mis en réserve en 1914. Après l'entrée en guerre des États-Unis dans la Première Guerre mondiale en 1917, l’Oregon sert comme escorte pour les navires de transport au cours de l'intervention en Sibérie. En octobre 1919, il est désarmé, pour la dernière fois car en conséquence du traité naval de Washington, l’Oregon est déclaré « inapte à la poursuite du service au combat » en janvier 1924. En juin 1925, il est prêté à l'État de l'Oregon qui l’emploie comme un monument flottant et musée à Portland.
En février 1941, l’Oregon est requalifié IX-22. En raison de l'éclatement de la Seconde Guerre mondiale, il est finalement décidé que la valeur de la ferraille du navire est plus importante que sa valeur historique et il est vendu. Sa carcasse dépouillée retourne ensuite aux mains de la Marine qui l’utilise comme barge de munitions pendant la bataille de Guam, où il demeure pendant plusieurs années. Pendant un typhon en novembre 1948, ses amarres rompent et il dérive vers la mer. Il est retrouvé à 500 milles (805 km) au sud-est de Guam avant d’être remorqué. Il est vendu le 15 mars 1956 et mis au rebut au Japon.

## Conception et construction

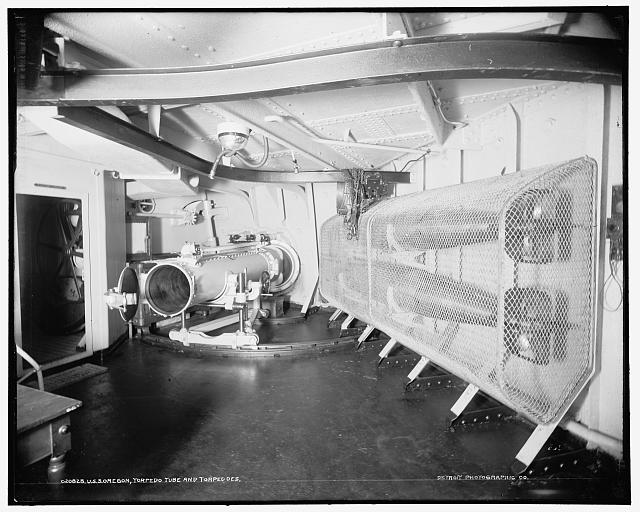
Salle des tubes lance-torpilles de l'’Oregon, 1898.

L’Oregon est construit à partir d'une version modifiée d’un design de cuirassé à courte portée élaboré en 1889. Le concept original faisait partie d'un ambitieux plan de construction navale de 33 cuirassés et 167 navires plus petits. Cependant, le Congrès des États-Unis voit ce plan comme une tentative de mettre fin à la politique isolationniste et n'approuve pas ce dernier. Un an plus tard, le Congrès approuve le financement de trois cuirassés de défense côtière, l'Oregon et ses sisterships USS Indiana (BB-1) et USS Massachusetts (BB-2). Ce sont les trois premiers cuirassés de l'United States Navy. Ces navires sont limités à la défense côtière en raison de leur faible endurance, d’un déplacement relativement petit et d’un franc-bord (distance entre le pont et l'eau) peu élevé, ce qui limite leurs capacités en haute mer. Ils sont cependant lourdement armés et blindés au point que le Conway's All The World's Fighting Ships décrit leur conception comme « une tentative excessive pour un déplacement très limité ».
La construction des navires est autorisée le 30 juin 1890 et les contrats de l’Indiana et du Massachusetts sont attribués à William Cramp & Sons à Philadelphie. Le chantier a également proposé de construire l’Oregon, mais le Sénat a spécifié que l'un des navires devait être construit sur la côte Ouest des États-Unis. Par conséquent, le contrat de construction de l’Oregon, sans les armes et le blindage, est attribué à Union Iron Works à San Francisco pour 3 180 000 $. Le coût total du navire est deux fois plus élevé soit environ 6 500 000 $. Sa quille est posée le 19 novembre 1891 et il est lancé deux ans plus tard, le 26 octobre 1893, lors d’une cérémonie en présence de milliers de personnes. La construction est par la suite ralentie en raison de retards dans les livraisons du blindage, de sorte que le navire n'est finalement achevé qu’en mars 1896. Lors de ses essais en mer, le 14 mai 1896, il atteint la vitesse de 16,8 nœuds (31,1 km/h), soit une amélioration significative par rapport à la vitesse de conception de 15 nœuds (27,8 km/h) et supérieure à ses navires jumeaux.

## Carrière militaire

### Voyage en Amérique du Sud

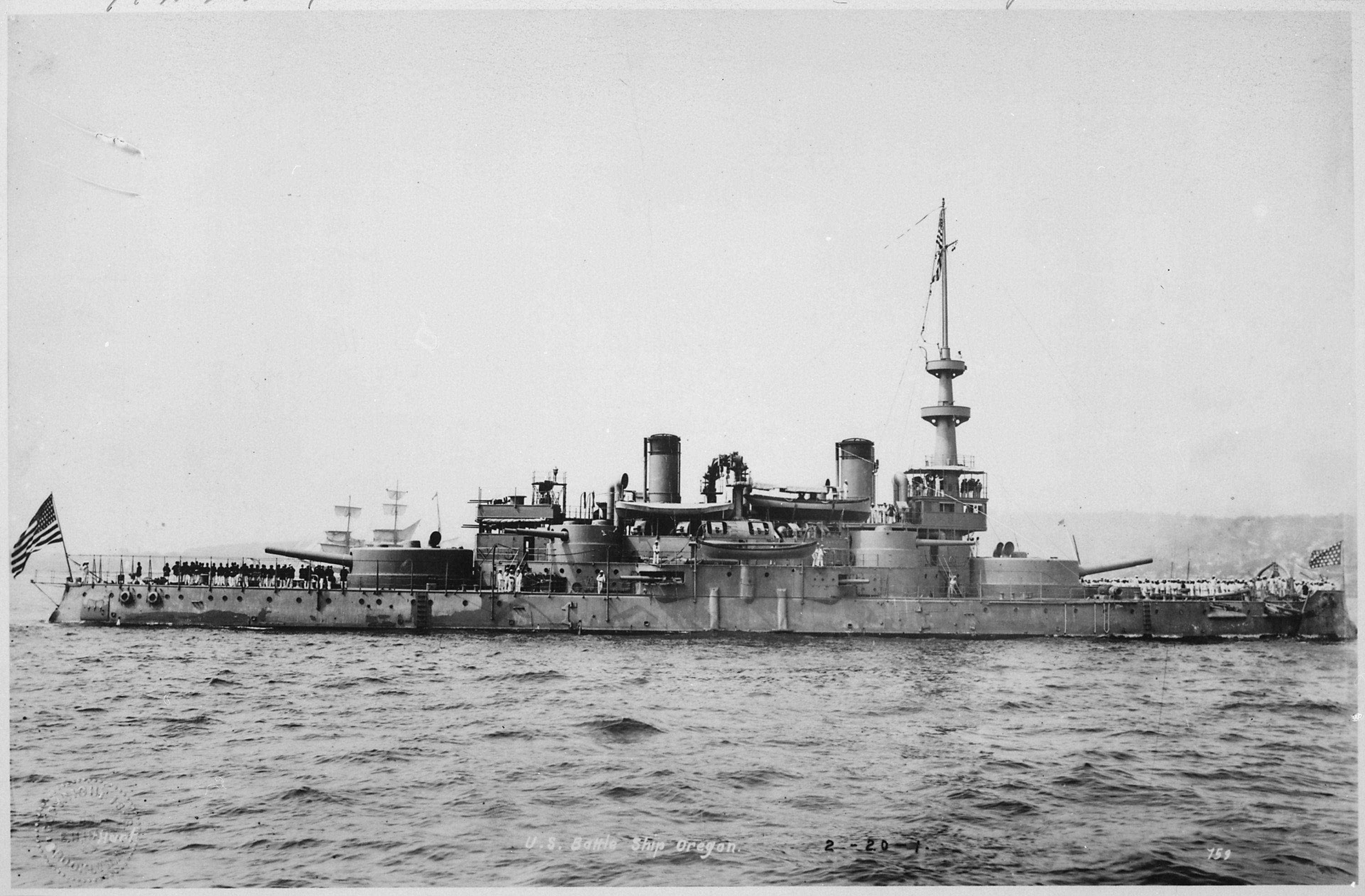
L’USS Oregon en 1898.

Premier cuirassé de la marine américaine sur la côte du Pacifique, l’Oregon est mis en service le 16 juillet 1896 sous le commandement du capitaine H.L. Howison. Lors de l'hiver de 1897-1898, il est mis en cale sèche où des quilles de roulis sont installées afin d’améliorer sa stabilité. Il quitte le quai le 16 février 1898 après avoir reçu des nouvelles de l’explosion de l'USS Maine dans le port de La Havane. Alors qu’il fait route vers San Francisco pour charger les munitions, les relations entre l'Espagne et les États-Unis se dégradent très rapidement. À San Francisco, le capitaine du navire tombe malade et il est remplacé par le capitaine Charles Edgar Clark (en). En raison de la menace imminente de la guerre, on ordonne à l'Oregon de renforcer l’escadre de l'Atlantique Nord sur la côte Est. Pour ce faire, le navire doit effectuer un voyage d'environ 14 000 milles marins (25 928 km) autour de l'Amérique du Sud,.
Le 19 mars, l’Oregon commence la première étape de son voyage et quitte San Francisco en direction de Callao au Pérou. Il arrive le 4 avril et se réapprovisionne en charbon. Le navire devait initialement faire une halte à Valparaíso au Chili, mais Clark décide de gagner du temps et l’Oregon entre dans le détroit de Magellan le 16 avril, où il essuie une forte tempête. Il est forcé de jeter l’ancre sur un plateau rocheux pendant la nuit et continue le lendemain à travers le passage étroit jusqu’à Punta Arenas au Chili. Pendant le ravitaillement, il est rejoint par la canonnière USS Marietta, qui fait également voile vers la côte Est. Les navires quittent Punta Arenas ensemble et font route vers Rio de Janeiro où ils arrivent le 30 avril et apprennent que les États-Unis et l'Espagne sont maintenant officiellement en guerre. L’Oregon s'arrête très brièvement à Salvador au Brésil puis à la Barbade pour un dernier ravitaillement de charbon. Il arrive au large des côtes de la Floride le 24 mai, complétant un voyage de 13 675 milles marins (25 326 km) en 66 jours ; une réalisation remarquable pour l'époque,,.
Le Dictionary of American Naval Fighting Ships décrit l'impact du voyage sur le public et le gouvernement américain comme suit : « D'une part, l'exploit a démontré les nombreuses capacités d'un cuirassé lourd dans toutes les conditions de vent et de mer. Il a aussi balayé toute opposition à la construction du canal de Panama, car cela a démontré que le pays ne pouvait pas se permettre de prendre deux mois pour envoyer des navires de guerre d'un océan à l'autre à chaque fois qu’une situation d’urgence le nécessite ». La vaste couverture médiatique du voyage augmente également la popularité du navire auprès du public américain.

### Guerre hispano-américaine
L’Oregon rejoint la base navale de Key West, où il est rattaché à l’escadre de l'Atlantique Nord sous les ordres du contre-amiral William T. Sampson. Là, ils apprennent que le Flying Squadron du commodore Winfield Scott Schley (en) a trouvé la flotte espagnole et a entamé le blocus de cette dernière dans le port de Santiago de Cuba. Sampson vient renforcer le blocus le 1er juin et assume le commandement général des forces sur places.
Afin de sortir de l'impasse, les Américains décident d'attaquer Santiago par la terre. Une force expéditionnaire, sous le commandement du major-général William Rufus Shafter, débarque à l'est de la ville et attaque le 1er juillet. Le commandant espagnol, l'amiral Pascual Cervera y Topete constatant une situation désespérée, tente de percer le blocus le 3 juillet 1898 ; la bataille de Santiago de Cuba débute alors. La vielle, les croiseurs USS New Orleans et USS Newark et le cuirassé USS Massachusetts ont quitté la zone pour se ravitailler en charbon dans la baie de Guantánamo. Le navire amiral de l'amiral Sampson, le croiseur USS New York, a également fait route à l'est plutôt ce matin là pour une réunion avec le général Shafter, laissant le commodore Schley à la direction des opérations. Ces départs fragilisent le blocus le jour de la bataille. Trois cuirassés modernes l’USS Oregon, l'USS Indiana et l'USS Iowa et le yacht armé USS Gloucester gardent le blocus à l'est, tandis que l'ouest n'est défendu que par le cuirassé de seconde classe l'USS Texas, le croiseur USS Brooklyn et le yacht armé USS Vixen.

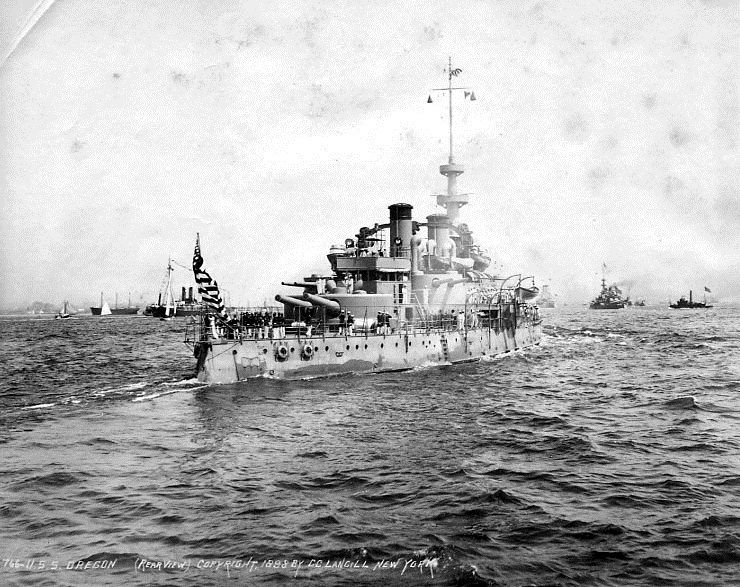
LOregon dans le port de New York lors de la revue navale en août 1898 après la victoire de la guerre hispano-américaine.

Lorsque la flotte espagnole sort du port à 9 heures le 3 juillet, elle prend immédiatement la direction de l'ouest et essaie de prendre de vitesse les navires américains. L’Oregon prend les devants dans la poursuite qui s’ensuit. En effet, c'est le seul des grands navires américains à disposer de ses machines sous pression opérationnelle quand la bataille commence. Le croiseur Brooklyn, qui a deux de ses quatre moteurs désaccouplés, peut encore atteindre 17 nœuds (31,5 km/h) et se trouve juste derrière. Le navire amiral de Cervera, le Infanta María Teresa, subit de lourds dommages et Cervera ordonne de conduire ce dernier vers le rivage à 10 h 15 pour l'empêcher de couler. L’Almirante Oquendo partage son sort 15 minutes plus tard et le Vizcaya à 11 h 15. Seul le Cristóbal Colón, qui a 6 milles marins (11 km) d’avance à ce moment, est toujours opérationnel et continue sa route vers l'ouest. Il est cependant pris au piège le long de la côte par les navires américains et doit faire un grand détour de 60 milles marins (111 km) vers l'ouest autour du cap Cruz. Schley ordonne à l’Oregon de maintenir la chasse et envoie le Brooklyn directement au cap. Les navires américains rattrapent lentement le navire espagnol et commencent à tirer lorsque le Cristóbal Colón arrive à portée de leurs canons. Le Cristóbal Colon, qui a été envoyé à Cuba avant que ses canons principaux soient installés, ne peut pas répondre aux tirs américains. Il abaisse pavillon à 13 h 20 et il est sabordé dans la bouche de la rivière Tarquino afin d'empêcher sa capture par les Américains.
La bataille de Santiago de Cuba est une victoire complète pour les États-Unis et laisse l'Espagne sans force navale dans les Caraïbes. Santiago capitule le 17 juillet et la guerre elle-même prend fin moins d'un mois plus tard, le 12 août. L’Oregon se dirige alors vers New York pour une remise en état et repart pour le Pacifique en octobre 1898 sous le commandement de son nouveau capitaine Albert S. Barker (en). C’est à cette époque qu’il acquiert le surnom de « Bulldog de la Marine », très probablement à cause de sa haute étrave, de sa performance lors de la croisière autour de l'Amérique du Sud et de son action au cours de la bataille de Santiago.

### En poste en Asie
Après la guerre, les États-Unis annexent les colonies espagnoles de Guam, Porto Rico et les Philippines. Cependant, les forces révolutionnaires de Philippines sous le commandement d’Emilio Aguinaldo avaient évincé le gouvernement colonial espagnol, déclaré son indépendance et créé la Première République des Philippines. Les États-Unis ne reconnaissent pas cette république, ce qui conduit à la guerre américano-philippine. Dans un esprit de diplomatie de la canonnière, l’Oregon est envoyé aux Philippines, et arrive à Manille le 18 mars 1899. Au cours de l'année suivante, il est affecté à la zone, prend part à la capture de Vigan, et participe à des blocus. Il quitte les Philippines le 13 février 1900 et croise dans les eaux japonaises pendant quelques mois puis prend la direction de Hong Kong en mai. Il quitte cette dernière le 23 juin pour Taku, en Chine, afin de prendre part à la révolte des Boxers, mais il s'échoue sur un rocher près des îles Changshan le 28 juin,,. Il subit des dommages relativement importants alors qu’un compartiment avant est inondé. Après quelques jours, il est renfloué avec succès et se dirige vers Kure au Japon, où il arrive le 17 juillet afin d’être mis en cale sèche pour des réparations.
Le 29 août, l’Oregon repart pour la Chine et Woosung, la ville portuaire de Shanghai. Il y reste jusqu'au 5 mai 1901, quand il part pour les États-Unis afin d'être révisé au Puget Sound Navy Yard. Des réparations importantes sont apportées au fond et au pont du navire à la suite des dommages causés par son échouage en juin 1900. Il demeure au Navy Yard plus d'un an et rejoint San Francisco le 13 septembre 1902. Il reprend ensuite la route de l’Extrême-Orient et arrive à Hong Kong le 18 mars 1903. De là, il retourne à Woosung, où il aide à réprimer une mutinerie sur un navire civil. Il demeure dans les eaux asiatiques les trois années suivantes afin de soutenir les intérêts américains. Durant ce temps, il visite plusieurs ports en Chine, au Japon et aux Philippines et rejoint Honolulu lors d'une croisière d'hiver de la flotte asiatique. Au début de 1906, il reçoit l'ordre de retourner aux États-Unis afin d'être modernisés ; un budget d'un million de dollars est approuvé à cette fin,. Il est officiellement désarmé le 27 avril 1906 au Puget Sound Navy Yard.

### Remise en service et fin de carrière

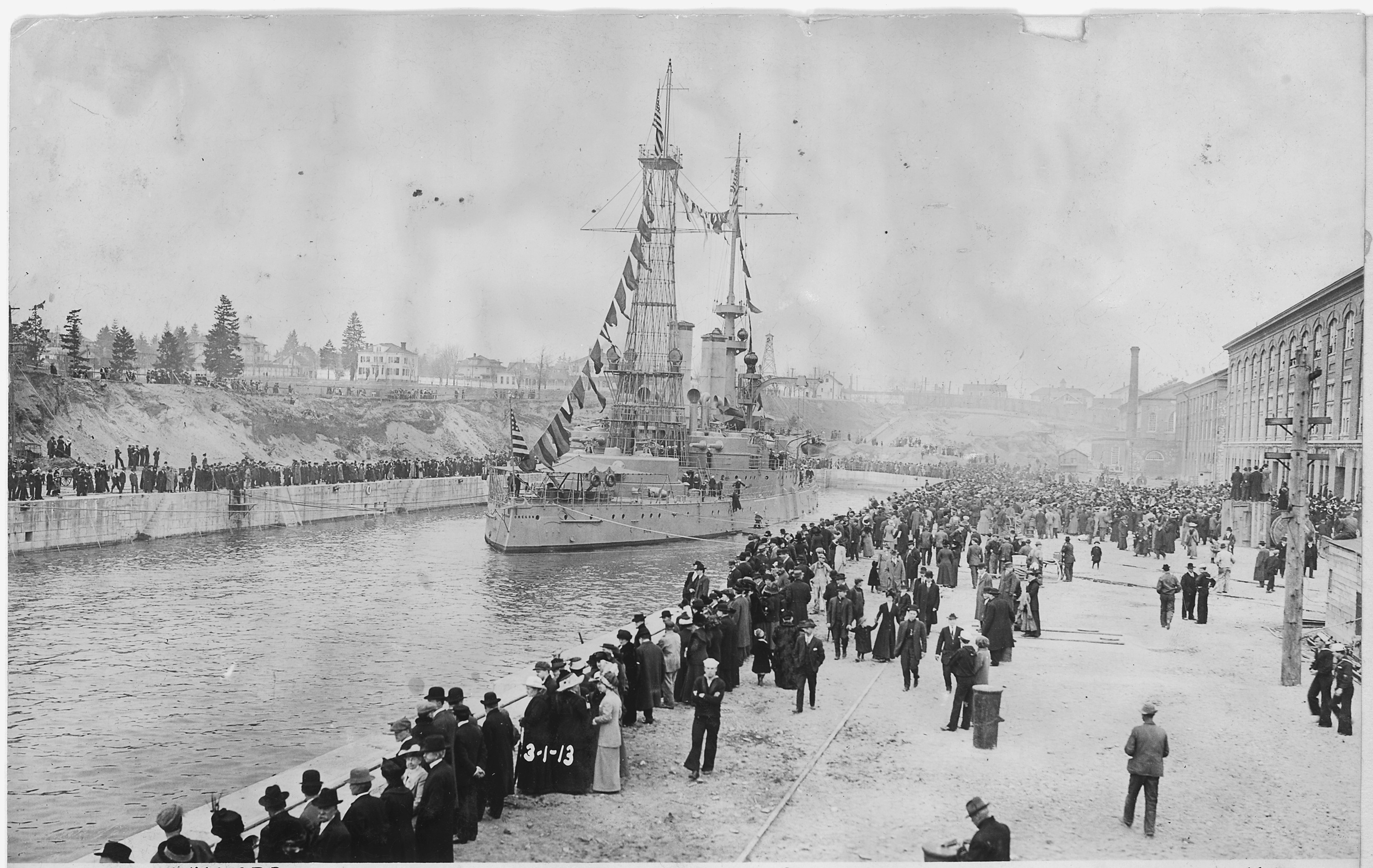
L'USS Oregon au Puget Sound Naval Shipyard, le 1er mars 1913.

En 1911, une flotte de réserve est formée sur la côte du Pacifique pour laquelle l’Oregon est remis en service le 29 août 1911. Il demeure en réserve jusqu'en octobre quand il navigue vers San Diego. Les années qui suivent sont peu actives pour ce vétéran des mers alors qu’il opère autour des ports de la côte Ouest. Le 9 avril 1913, il est placé en ordinaire à Bremerton dans l'État du Washington et le 16 septembre 1914 il est mis en réserve, mais demeure en service. Le 2 janvier 1915, il sort de sa réserve et navigue vers San Francisco pour l'exposition universelle de 1915. Le navire visite Portland pour le festival de la rose (en) en 1916 où il arrive le 6 juin. Les marins écrivent au maire de Portland le 12 juin pour remercier la compagnie Portland Railway, Light and Power Company (en) qui leur a donné des billets gratuits. Du 11 février 1916 au 7 avril 1917, l’Oregon est à nouveau placé en réserve, mais cette fois à San Francisco. Après cette date, il reprend du service d'abord sur la côte Ouest, puis comme navire d’escorte pour les transports lors de l'Intervention en Sibérie. Le 12 juin 1919, il est désarmé à Bremerton. Du 21 août au 4 octobre, il est remis en service brièvement afin de servir de navire pour le président des États-Unis Woodrow Wilson lors de l'arrivée de la flotte du Pacifique à Seattle.

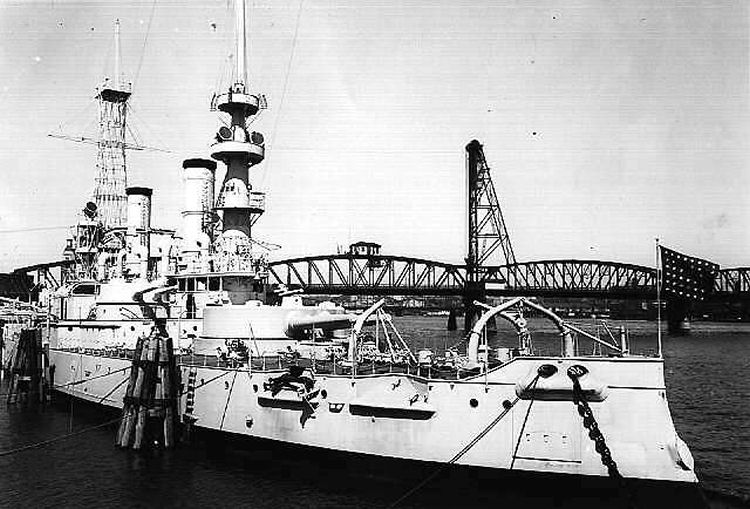
L’USS Oregon à Portland en 1941.

Avec l'adoption le 17 juillet 1920 du nouveau système de classification des navires américains, l’Oregon est classé BB-3. En 1921, un mouvement public cherche à préserver le cuirassé comme objet d'intérêt historique et sentimental, et à lui faire jeter l'ancre définitivement dans un port de l'État de l'Oregon. Conformément au traité naval de Washington, l’Oregon est déclassé comme navire militaire actif le 4 janvier 1924. Il est maintenu sur le Naval Vessel Register comme relique navale avec une classification de « non classés ». En juin 1925, il est prêté à l'État de l'Oregon, restauré et amarré à Portland comme musée et monument flottant. Le 17 février 1941, lorsque des numéros d'identification ont été assignés aux navires non classés, l’Oregon a été reclassé comme IX-22. Avec le déclenchement de la Seconde Guerre mondiale, il est jugé que le navire devait être mis au rebut. En conséquence, il est rayé du Naval Vessel Register le 2 novembre 1942 et vendu le 7 décembre. Ce jour-là, un an après l'attaque de Pearl Harbor, une parade commémorant le navire défile dans les rues du centre-ville de Portland. Alors membre du Congrès, Lyndon B. Johnson prononce le discours d’ouverture dans lequel il cite la une de l'hebdomadaire The Oregonian qui comprend une ode de quinze strophes composée par Ben Hur Lampman (en) sur le navire.

### Destin

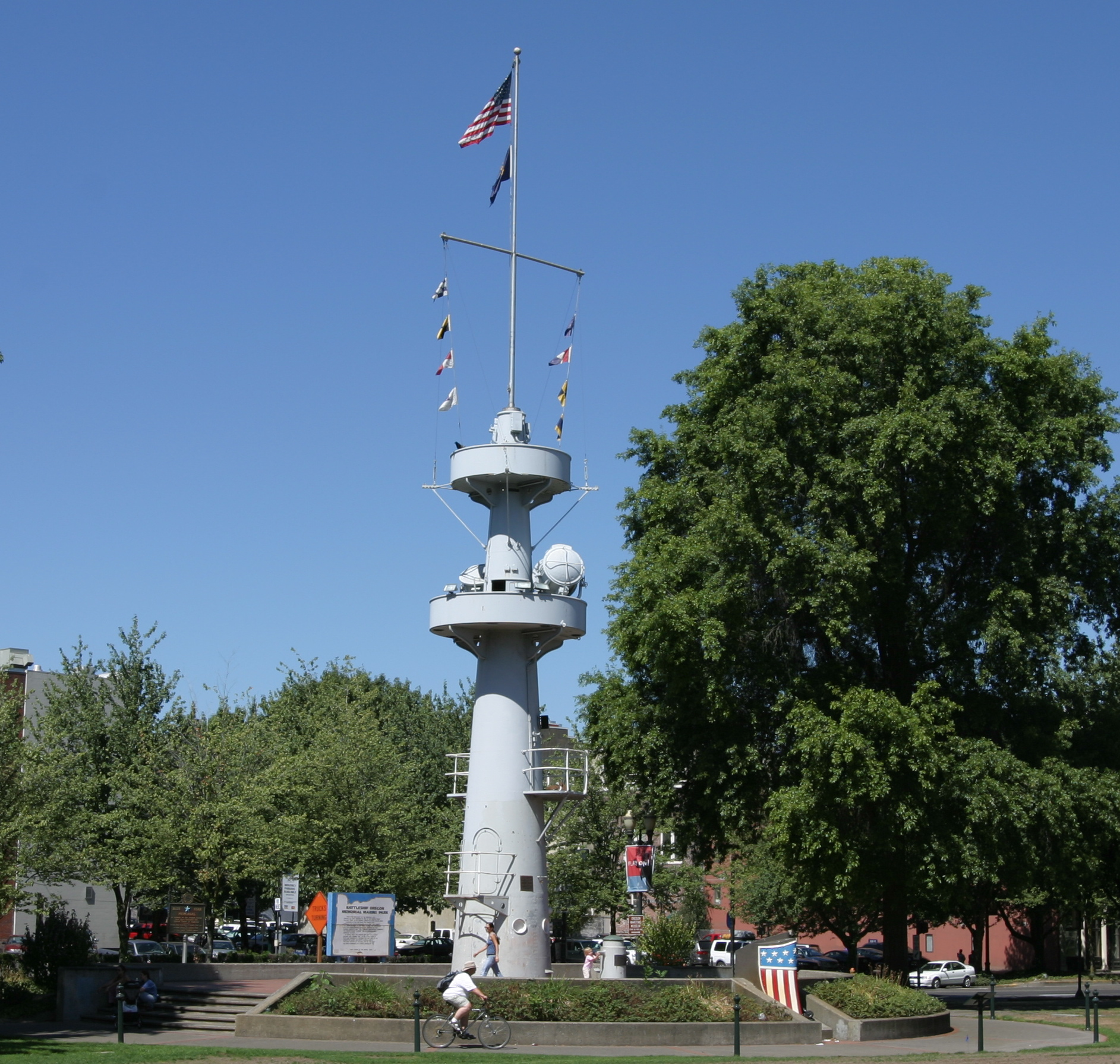
Le mât de l'USS Oregon situé dans le Tom McCall Waterfront Park à Portland.

Le navire est vendu pour 35 000 $ (517 125 dollars actuels) et remorqué à Kalama, Washington en mars 1943 pour le démantèlement. La société de démolition enlève sa superstructure et transforme la carcasse en barge dans l'espoir de la revendre pour 150 000 $, mais la War Shipping Administration la réclame. Le propriétaire de la barge dépose alors une réclamation devant la United States Court of Claims (en), mais cette dernière est réintégrée par l'armée et remorquée à Guam pour être utilisé comme barge de munitions lors la bataille de Guam,. La carcasse de l'ancien cuirassé demeure à Guam pendant plusieurs années. Lors d’un typhon, les 14 et 15 novembre 1948, elle rompt ses amarres et dérive vers la mer. Le 8 décembre 1948, elle est localisée par des avions de recherche à 500 milles (805 km) au sud-est de Guam et remorquée. Elle est revendue pour 208 000 $ le 15 mars 1956 à la Massey Supply Corporation qui se charge des opérations de sauvetage. Après récupération et en conservant une grande partie du bois de teck des ponts et des quartiers des officiers de l'USS Oregon, la carcasse composée de plaques d'acier est revendue à la Iwai Sanggo Company, et finalement remorquée à Kawasaki au Japon et mis au rebut.
Le mât de l'USS Oregon sert de mémorial dans le Tom McCall Waterfront Park (en) à Portland dans l'Oregon. Le 4 juillet 1976 une capsule temporelle a été scellé dans la base du monument. Son ouverture est prévue pour le 5 juillet 2076. Les deux cheminées du navire on d'abord été conservés dans le Liberty Ship Memorial Park de Portland, puis en 2005, elles ont été déplacées vers le South Waterfront District, un autre quartier de Portland.